# ATP Challenger Series 1978
L'ATP Challenger Series del 1978 è stata la prima edizione del secondo livello di tornei per professionisti organizzata dall'ATP. Il circuito prevede tornei con un montepremi da 25.000 dollari.

## Calendario

### Gennaio
| Settimana | Torneo                                                                           | Vincitore                            | Finalista                 | Semifinalisti              | Eliminati ai quarti                                    |
| --------- | -------------------------------------------------------------------------------- | ------------------------------------ | ------------------------- | -------------------------- | ------------------------------------------------------ |
| 8 gennaio | Heineken Open Auckland, Nuova Zelanda Cemento $25.000 S32/D16 Singolare - Doppio | Eliot Teltscher 6–3, 7–5, 6–1        | Onny Parun                | Rod Frawley Robin Drysdale | Karl Meiler Russell Simpson Eric Fromm Chris Lewis     |
| 8 gennaio | Heineken Open Auckland, Nuova Zelanda Cemento $25.000 S32/D16 Singolare - Doppio | Russell Simpson Chris Lewis 6–1, 7–6 | Rod Frawley Karl Meiler   | Rod Frawley Robin Drysdale | Karl Meiler Russell Simpson Eric Fromm Chris Lewis     |
| 8 gennaio | Tasmania Challenger Hobart, Australia Cemento $25.000 S32/D16 Singolare - Doppio | Bob Carmichael 4–6, 6–3, 6–4         | John Marks                | Peter McNamara Allan Stone | David Carter Chris Kachel Lawrence Hall Terry Rocavert |
| 8 gennaio | Tasmania Challenger Hobart, Australia Cemento $25.000 S32/D16 Singolare - Doppio | John Marks Chris Kachel 6–1, 6–4     | Greg Braun Peter Campbell | Peter McNamara Allan Stone | David Carter Chris Kachel Lawrence Hall Terry Rocavert |

### Febbraio
Nessun evento

### Marzo
Nessun evento

### Aprile
Nessun evento

### Maggio
Nessun evento

### Giugno
| Settimana | Torneo                                                                                   | Vincitore                                    | Finalista                     | Semifinalisti                       | Eliminati ai quarti                                           |
| --------- | ---------------------------------------------------------------------------------------- | -------------------------------------------- | ----------------------------- | ----------------------------------- | ------------------------------------------------------------- |
| 12 giugno | Shreveport Challenger Shreveport, Stati Uniti Cemento $25.000 S64/D32 Singolare - Doppio | Francisco González 7–6, 6–2                  | Marcelo Lara                  | Eliot Teltscher Rejean Genois       | Keith Richardson Ferdi Taygan John Sadri Warren Maher         |
| 12 giugno | Shreveport Challenger Shreveport, Stati Uniti Cemento $25.000 S64/D32 Singolare - Doppio | Rejean Genois Ramiro Benavides 7–6, 4–6, 6–2 | Woody Blocher Dave Bohrnstedt | Eliot Teltscher Rejean Genois       | Keith Richardson Ferdi Taygan John Sadri Warren Maher         |
| 19 giugno | Birmingham Challenger Birmingham, Stati Uniti Erba $25.000 S64/D32 Singolare - Doppio    | Deon Joubert 6–4, 6–2                        | Marcelo Lara                  | Robert Van't Hof Francisco González | Mike Cahill Keith Richardson Christophe Freyss Alvin Gardiner |
| 19 giugno | Birmingham Challenger Birmingham, Stati Uniti Erba $25.000 S64/D32 Singolare - Doppio    | Marcelo Lara Mike Cahill 6–7, 6–4, 6–4       | Woody Blocher Dave Bohrnstedt | Robert Van't Hof Francisco González | Mike Cahill Keith Richardson Christophe Freyss Alvin Gardiner |

### Luglio
| Settimana | Torneo                                                                                         | Vincitore                                           | Finalista                  | Semifinalisti                 | Eliminati ai quarti                                                 |
| --------- | ---------------------------------------------------------------------------------------------- | --------------------------------------------------- | -------------------------- | ----------------------------- | ------------------------------------------------------------------- |
| 2 luglio  | Asheville Challenger Asheville, Stati Uniti Terra Rossa $25.000 S64/D32 Singolare - Doppio     | Eliot Teltscher 6–1, 7–5                            | Deon Joubert               | Mike Cahill Erick Iskersky    | Francisco González Gilles Moretton Joe Meyers Pascal Portes         |
| 2 luglio  | Asheville Challenger Asheville, Stati Uniti Terra Rossa $25.000 S64/D32 Singolare - Doppio     | Rejaen Genois Ramiro Benavides 7–5, 4–6, 7–6        | Jai Di Louie Ferdi Taygan  | Mike Cahill Erick Iskersky    | Francisco González Gilles Moretton Joe Meyers Pascal Portes         |
| 9 luglio  | Raleigh Challenger Raleigh, Stati Uniti Terra Verde $25.000 S64/D32 Singolare - Doppio         | Mike Cahill 6–3, 3–6, 7–6                           | Willem Prinsloo            | Pat Du Pré Alvaro Betancur    | Eliot Teltscher Dick R. Bohrnstedt Francisco González Eric Iskersky |
| 9 luglio  | Raleigh Challenger Raleigh, Stati Uniti Terra Verde $25.000 S64/D32 Singolare - Doppio         | Francisco González Christopher Sylvan 6–2, 3–6, 6–3 | John Sadri Tom Csipkay     | Pat Du Pré Alvaro Betancur    | Eliot Teltscher Dick R. Bohrnstedt Francisco González Eric Iskersky |
| 16 luglio | Hilton Head Challenger Hilton Head, Stati Uniti Terra Rossa $25.000 S64/D32 Singolare - Doppio | Ricardo Acuña 1–6, 6–3, 7–6                         | Tim Garcia                 | Haroon Ismail Willem Prinsloo | Carlos Gomez John Holladay Peter Kronk Howard Schoenfield           |
| 16 luglio | Hilton Head Challenger Hilton Head, Stati Uniti Terra Rossa $25.000 S64/D32 Singolare - Doppio | Peter Rennert Kevin Curren 6–3, 4–6, 6–2            | Peter Kronk Greg Braun     | Haroon Ismail Willem Prinsloo | Carlos Gomez John Holladay Peter Kronk Howard Schoenfield           |
| 23 luglio | Virginia Beach Challenger Virginia Beach, USA Cemento €25.000 Singolare - Doppio               | Deon Joubert 7–5, 6–1                               | Mike Cahill                | Trey Waltke Russell Simpson   | Howard Schoenfield Butch Seewagen Rejean Genois Johan Kriek         |
| 23 luglio | Virginia Beach Challenger Virginia Beach, USA Cemento €25.000 Singolare - Doppio               | Peter Rennert Kevin Curren 6–3, 6–2                 | Joe Meyers Trey Waltke     | Trey Waltke Russell Simpson   | Howard Schoenfield Butch Seewagen Rejean Genois Johan Kriek         |
| 30 luglio | Wall Challenger Wall, USA Cemento €25.000 Singolare - Doppio                                   | Johan Kriek 6–1, 7–6                                | Matt Mitchell              | Jay Lapidus Dale Collings     | John Chris Lewis Erik Iskersky Joel Bailey Haroon Ismail            |
| 30 luglio | Wall Challenger Wall, USA Cemento €25.000 Singolare - Doppio                                   | Peter Rennert Kevin Curren 6–3, 6–2                 | Jai Di Louie Haroon Ismail | Jay Lapidus Dale Collings     | John Chris Lewis Erik Iskersky Joel Bailey Haroon Ismail            |

### Agosto
| Settimana | Torneo                                                                 | Vincitore                           | Finalista                  | Semifinalisti                | Eliminati ai quarti                                            |
| --------- | ---------------------------------------------------------------------- | ----------------------------------- | -------------------------- | ---------------------------- | -------------------------------------------------------------- |
| 6 agosto  | Cape Cod Challenger Cape Cod, USA Cemento €25.000 Singolare - Doppio   | Simpson Russell 6–4, 7–5            | David Schneider            | Peter Campbell John Holladay | Noel Phillips Hubertus Hoyt William Maze Charles Buzz Strode   |
| 6 agosto  | Cape Cod Challenger Cape Cod, USA Cemento €25.000 Singolare - Doppio   | Matt Mitchell William Maze 6–4, 6–4 | Peter Rennert Kevin Curren | Peter Campbell John Holladay | Noel Phillips Hubertus Hoyt William Maze Charles Buzz Strode   |
| 13 agosto | Lancaster Challenger Lancaster, USA Cemento €25.000 Singolare - Doppio | Erik Van Dillen 6–4, 6–7, 7–6       | Kevin Curren               | Peter Campbell John Austin   | Michael Greenberg David Schneider Russell Simpson Ferdy Taygan |
| 13 agosto | Lancaster Challenger Lancaster, USA Cemento €25.000 Singolare - Doppio | Matt Mitchell William Maze 7–5, 6–3 | Peter Rennert Kevin Curren | Peter Campbell John Austin   | Michael Greenberg David Schneider Russell Simpson Ferdy Taygan |

### Settembre
| Settimana    | Torneo                                                                       | Vincitore                                 | Finalista                          | Semifinalisti              | Eliminati ai quarti                                           |
| ------------ | ---------------------------------------------------------------------------- | ----------------------------------------- | ---------------------------------- | -------------------------- | ------------------------------------------------------------- |
| 24 settembre | Tinton Falls Challenger Tinton Falls, USA Cemento €25.000 Singolare - Doppio | Sashi Menon 3–6, 7–5, 6–3                 | John Sadri                         | Richard Meyer Bruce Kleege | David Schneider Rocky Maguire Haroon Ismail Michael Greenberg |
| 24 settembre | Tinton Falls Challenger Tinton Falls, USA Cemento €25.000 Singolare - Doppio | Keith Richardson John Sadri 6–7, 6–3, 6–4 | Scott Carnahan Charles Buzz Strode | Richard Meyer Bruce Kleege | David Schneider Rocky Maguire Haroon Ismail Michael Greenberg |
| 25 settembre | Lincoln Challenger Lincoln, USA Cemento €25.000 Singolare - Doppio           | John Sadri 6–3, 6–2                       | Kevin Curren                       | Eric Fromm John Hayes      | Brad Drewett John Trickey Richard Meyer Bruce Kleege          |
| 25 settembre | Lincoln Challenger Lincoln, USA Cemento €25.000 Singolare - Doppio           | Keith Richardson John Sadri 4–6, 6–3, 7–5 | Richard Meyer Horace Reid          | Eric Fromm John Hayes      | Brad Drewett John Trickey Richard Meyer Bruce Kleege          |

### Ottobre
| Settimana  | Torneo                                                                           | Vincitore                                  | Finalista                   | Semifinalisti                     | Eliminati ai quarti                                         |
| ---------- | -------------------------------------------------------------------------------- | ------------------------------------------ | --------------------------- | --------------------------------- | ----------------------------------------------------------- |
| 1º ottobre | Salt Lake City Challenger Salt Lake City, USA Cemento €25.000 Singolare - Doppio | Kevin Curren 6–4, 6–0                      | Steve Docherty              | Warren Eber Randy Crawford        | Gene Stuart Malin Mike Machette John Molin Richard Legendre |
| 1º ottobre | Salt Lake City Challenger Salt Lake City, USA Cemento €25.000 Singolare - Doppio | Marcelo Lara John Whitlinger 6–4, 6–2      | Haroon Ismail Warren Maher  | Warren Eber Randy Crawford        | Gene Stuart Malin Mike Machette John Molin Richard Legendre |
| 15 ottobre | San Ramon Challenger San Ramon, USA Cemento €25.000 Singolare - Doppio           | Tim Wilkinson 7–6, 6–1                     | Bruce Manson                | Bill Lloyd Michael Wayman         | Mike Shore William Maze Russell Simpson Marty Riessen       |
| 15 ottobre | San Ramon Challenger San Ramon, USA Cemento €25.000 Singolare - Doppio           | Marcelo Lara John Whitlinger 6–3, 3–6, 7–6 | Rick Fisher Erik Van Dillen | Bill Lloyd Michael Wayman         | Mike Shore William Maze Russell Simpson Marty Riessen       |
| 15 ottobre | Tel Aviv Challenger Tel Aviv, Israele Cemento €25.000 Singolare - Doppio         | Tom Okker 6–7, 6–4, 6–2                    | Peter Feigl                 | Shlomo Glickstein David Schneider | Rejean Genois Richard Lewis Eric Friedler Steve Krulevitz   |
| 15 ottobre | Tel Aviv Challenger Tel Aviv, Israele Cemento €25.000 Singolare - Doppio         | Peter Feigl Eric Friedler 6–3, 6–7, 6–3    | Mike Fishbach Tom Okker     | Shlomo Glickstein David Schneider | Rejean Genois Richard Lewis Eric Friedler Steve Krulevitz   |
| 22 ottobre | Pasadena Challenger Pasadena, USA Cemento €25.000 Singolare - Doppio             | Jorge Andrew 5–7, 6–3, 6–3                 | John Chris Lewis            | Tim Wilkinson Howard Schoenfield  | Billy Martin Erik Van Dillen Peter Pearson Leo Palin        |
| 22 ottobre | Pasadena Challenger Pasadena, USA Cemento €25.000 Singolare - Doppio             | Tom Leonard Jerry Van Linge 6–3, 7–6       | Warren Eber Glen Holroyd    | Tim Wilkinson Howard Schoenfield  | Billy Martin Erik Van Dillen Peter Pearson Leo Palin        |

### Novembre
| Settimana   | Torneo                                                                  | Vincitore                      | Finalista                  | Semifinalisti           | Eliminati ai quarti                                        |
| ----------- | ----------------------------------------------------------------------- | ------------------------------ | -------------------------- | ----------------------- | ---------------------------------------------------------- |
| 19 novembre | Kyoto Challenger Kyoto, Giappone Terra rossa €25.000 Singolare - Doppio | Ross Case 6–1, 6–7, 6–1        | Jun Kuki                   | Joel Bailey Sachio Kato | Tony Graham Jun Kamiwazumi Shigeyuki Nishio Tsuyoshi Fukui |
| 19 novembre | Kyoto Challenger Kyoto, Giappone Terra rossa €25.000 Singolare - Doppio | Ross Case Tony Graham 6–3, 6–4 | Joel Bailey Scott Carnahan | Joel Bailey Sachio Kato | Tony Graham Jun Kamiwazumi Shigeyuki Nishio Tsuyoshi Fukui |

### Dicembre
Nessun evento